# 程希道
程希道（？—？），字道南，號南石，直隶廬州府舒城县人，明朝政治人物。

## 生平
萬曆二十五年（1597年）丁酉科順天鄉試七十二名舉人，萬曆二十六年（1598年）戊戌科三甲六十九名進士。都察院觀政，官南宫县知县，卒于官。